# 야마가타촌
야마가타촌(일본어: 山形村)은 일본 나가노현 중서부 히가시치쿠마군의 촌이다.
인구 약 23만의 마쓰모토시와 약 7만의 시오지리시 근처에서 도로 정비가 진행되고 있고 도시 규모 나누기에 의한 교외형 상업 시설이 많다. 현재는 영화관 등도 들어와 있는 주신 지방 최대급 쇼핑센터인 "아이시티 21"과 이온계 "사라다 가도 쇼핑센터"가 이곳에 있다.
일본 알프스 사라다 가도와 같은 관광도로와 기요미즈데라로 유명하다.

## 지리
마쓰모토 분지 남서부의 대지상에 있고 고도는 약 700m이다. 정 서부에는 히다산맥(기타알프스)이 우뚝 솟아 있고 서쪽에서 동쪽을 향해 경사가 있다.
기후의 특징으로는 강수량이 적고 여름과 겨울의 한난 차이가 심한 것을 들 수 있다. 히다산맥과 가깝기 때문에 주변 지역보다 기온이 약간 낮고 강수량도 약간 많다. 히다산맥에서 알프스 산바람이 분다.

## 역사
- 에도 시대 - 다카토번에 속하였다.
- 1875년 10월 25일 - 오이케촌, 고사카촌, 다케다촌이 합병해 야마가타촌이 되었다.

## 인구
| 연도 | 인구  | ±%     |
| ---- | ----- | ------ |
| 1940 | 5,051 | —      |
| 1950 | 6,337 | +25.5% |
| 1960 | 5,567 | −12.2% |
| 1970 | 4,991 | −10.3% |
| 1980 | 5,578 | +11.8% |
| 1990 | 6,513 | +16.8% |
| 2000 | 7,706 | +18.3% |
| 2010 | 8,427 | +9.4%  |